# 리프 공화국
리프 공화국(베르베르어: Tagduda n Arif)은 리프 전쟁 와중인 1921년 9월 18일 모로코 북부에서 건국된 미승인 국가이다. 리프 부족 연맹 공화국이라고도 한다. 1926년 스페인과 프랑스 연합군에 의해 붕괴되었다.

## 공화국 수립 이전까지
19세기 말부터 시작된 프랑스의 모로코 식민화는 1912년 페스 조약(Treaty of Fez)으로 절정에 달했다. 이 조약은 프랑스-모로코 보호조약이라 불리며 모로코에 프랑스 군사 주둔 및 대외 관계 통제, 프랑스 총독에 의한 모로코 법 승인, 공포를 주요 골자로 하였다.
프랑스 뿐만 아니라 독일, 영국, 스페인 등 유럽 열강은 북아프리카를 서서히 침략하고 있었고 이에 반발하여 20세기 초 범이슬람주의 및 북아프리카 민족주의가 대두하기 시작하였다. 특히 리프는 이 북아프리카에서도 전략적인 요충지였다.
리프에 거주하는 베르베르인들은 1860년대부터 산발적으로 스페인에 저항하는 봉기를 일으켰으며, 1909년부터 1912년까지 스페인 당국은 리프 진격 여부를 두고 고심하였다. 제1차 세계대전이 종결된 이후 1919년 스페인은 베랭구에르 장군에게 모로코 점령 임무를 맡겼다. 이후 1921년 실베스트로 장군의 지휘 아래 리프 전쟁이 개시되었다.
스페인 행정직에서 근무한 경력이 있는 유력 가문의 아브드 엘 크림은 스페인의 리프 침공 소식을 듣고 스페인에 항전하기로 결심하였다. 1921년 7월 멜리야 북부에서 벌어진 아누알 전투에서 아브드 엘 크림이 이끄는 보병대가 스페인군을 무찔렀고 이 전투로 아브드 엘 크림의 이름을 크게 알렸다.

## 공화국 수립
1922년 2월 리프의 지도자들은 통합 국가를 세우기 위해 논의하였다. 논의 결과 우선 분열된 부족 연합이라는 점에 합의하고 공화국을 정체로 선택하였다. 리프 정부는 행정부와 의회를 설치하고 전신 전화 설치, 교량 건설 등 인프라 구축뿐만 아니라 수자원 공급원, 병원 설비, 학교 설립 등 교육과 복지 시설 건립에도 박차를 가하였다. 또한 전시 상황이라는 점을 감안하여 리프 군을 현대화하기 위해 보병과 155, 75, 65mm 포 200대로 포병 부대를 두었다.

## 같이 보기
- 리프 전쟁
- 아브드 엘 크림